# Cyclominae
Cyclominae Schönherr, 1826 è una sottofamiglia di coleotteri appartenente alla famiglia Curculionidae.

## Tassonomia
Comprende le seguenti tribù e sottotribù:
- tribù Amycterini Waterhouse, 1854
- tribù Aterpini Lacordaire, 1863
  - sottotribù Aterpina Lacordaire, 1863
  - sottotribù Rhadinosomina Lacordaire, 1863
- tribù Cyclomini Schönherr, 1826
- tribù Dichotrachelini Hoffmann, 1957
- tribù Hipporhinini Lacordaire, 1863
- tribù Listroderini LeConte, 1876
  - sottotribù Macrostyphlina Morrone, 2013
  - sottotribù Palaechthina Brinck, 1948
  - sottotribù Falklandiina Morrone, 2013
  - sottotribù Listroderina LeConte, 1876
- tribù Notiomimetini Wollaston, 1873
- tribù Rhythirrinini Lacordaire, 1863

In passato venivano incluse in questo raggruppamento anche le tribù Diabathrariini, Gonipterini e Viticiini, attualmente attribuite alla sottofamiglia Curculioninae.

### Alcune specie

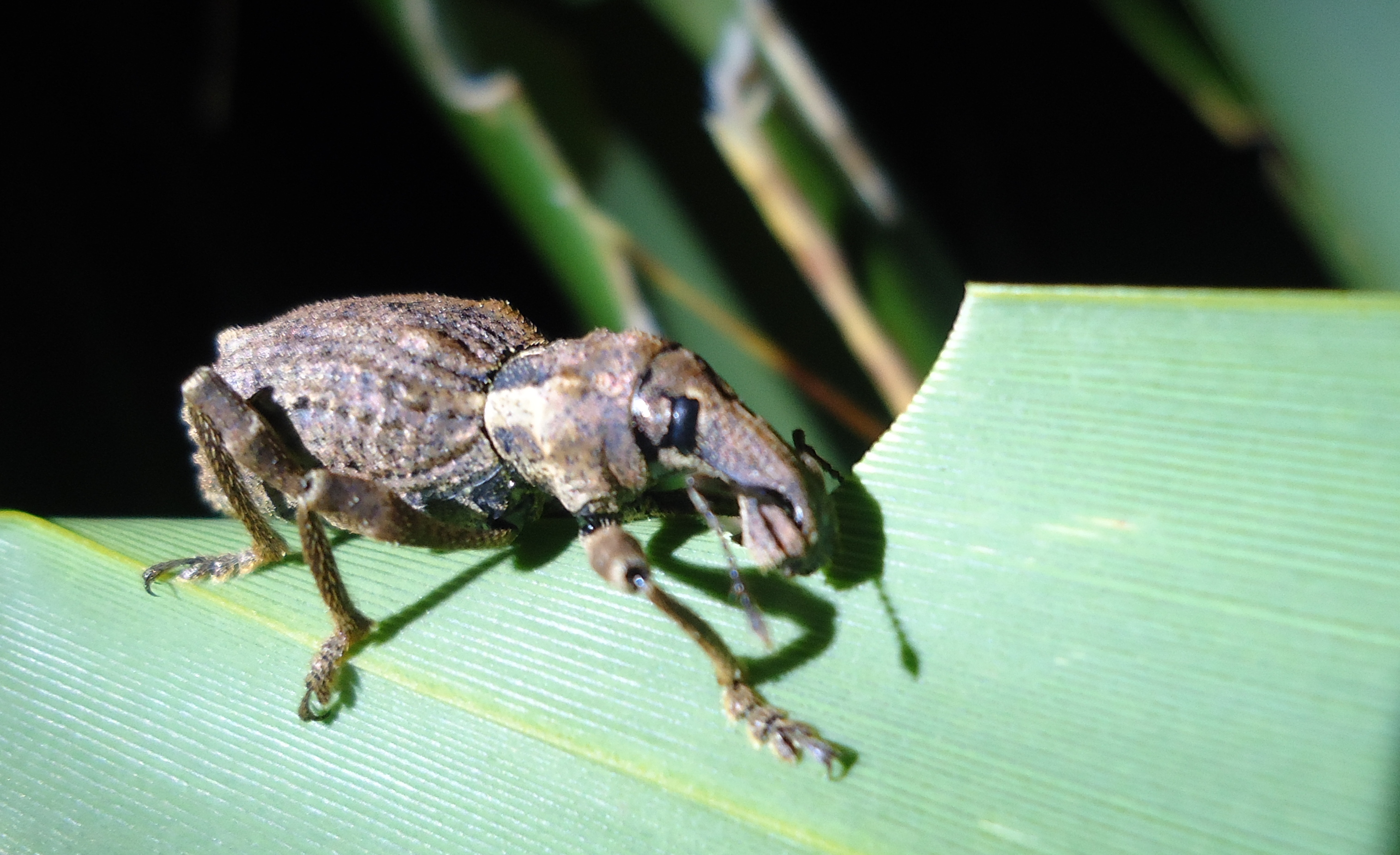
Anagotus fairburni (Aterpini)
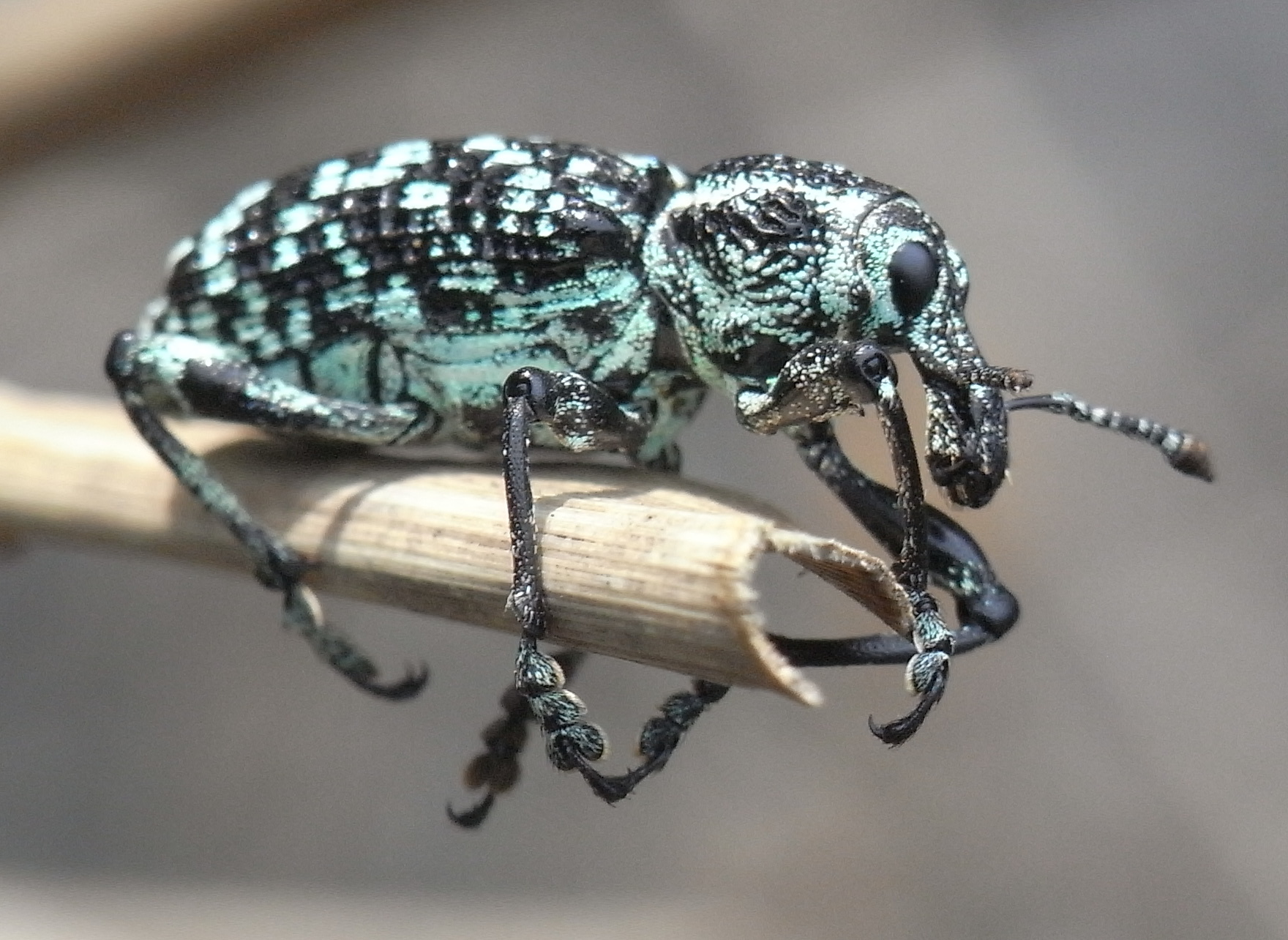
Chrysolopus spectabilis (Aterpini)
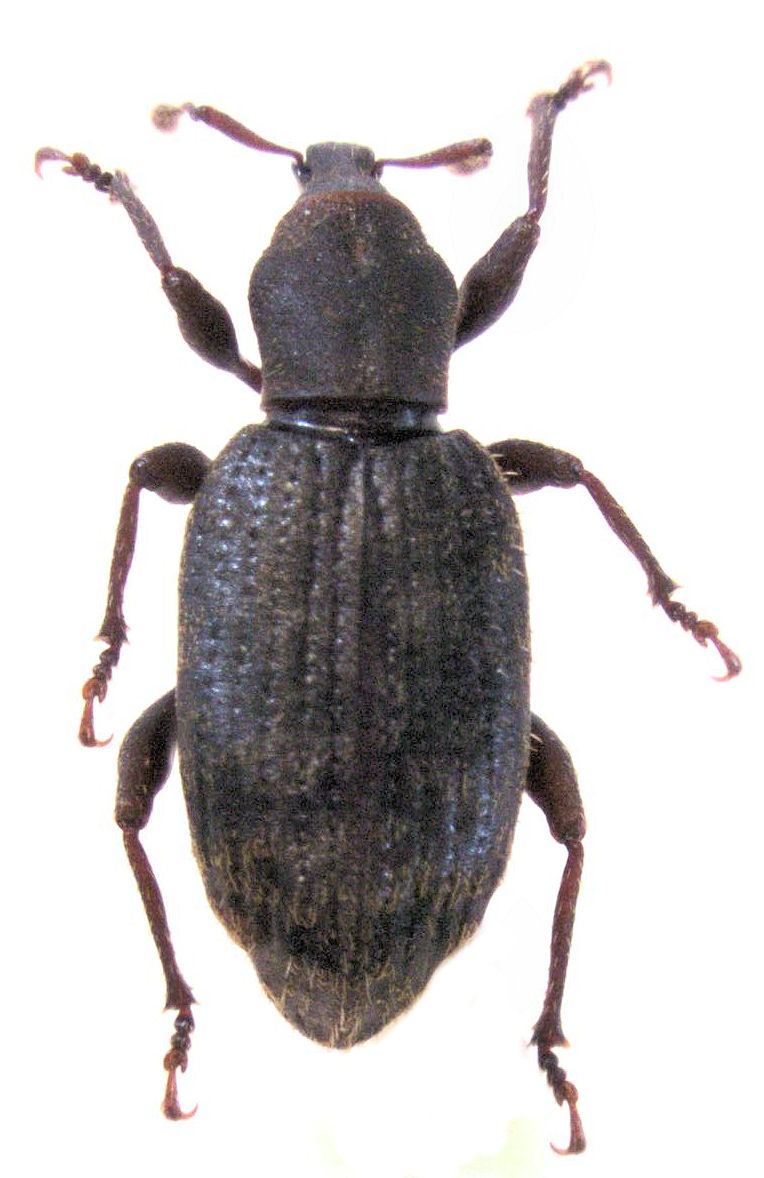
Gromilus insularis (Listroderini)
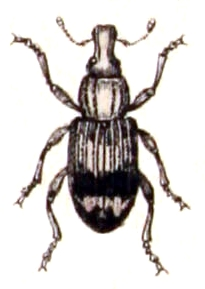
Gronops lunatus (Rhythirrinini)